# Hangen-Weisheim
Hangen-Weisheim là một đô thị thuộc huyện Alzey-Worms, bang Rheinland-Pfalz, nước Đức. Đô thị Hangen-Weisheim có diện tích 4,6 km².